# 謝氏飛脂鯉
謝氏飛脂鯉（学名：Carnegiella schereri），又稱謝氏斧頭魚，為輻鰭魚綱脂鯉目胸斧脂鯉科的其中一種，分布於秘魯及巴西的亞馬遜河流域，體長可達2.6公分，棲息在中底層水域，生活習性不明，可作為觀賞魚。